# Ordine della Repubblica (Libia)
L'Ordine della Repubblica di Libia è un'onorificenza tra le più importanti della Libia. È stato istituito nel 1969 dalla Repubblica socialista araba di Libia in sostituzione dell'Ordine di Idris I, a seguito del colpo di stato che ha messo fine alla monarchia.
L'onorificenza è conferita ai capi di stato stranieri ed è costituita da due classi. L'insegna è costituita da una stella ad otto punte di colore rosso, che porta al centro un disco rotondo con tre strisce verticali di colore rosso scuro, bianco e nero; sulla striscia rossa a sinistra vi sono due spade incrociate, sulla striscia bianca al centro c'è il Falco di Quraysh, simbolo della tribù di Maometto. Il nastro è nero e rosso con un triangolo bianco al centro.

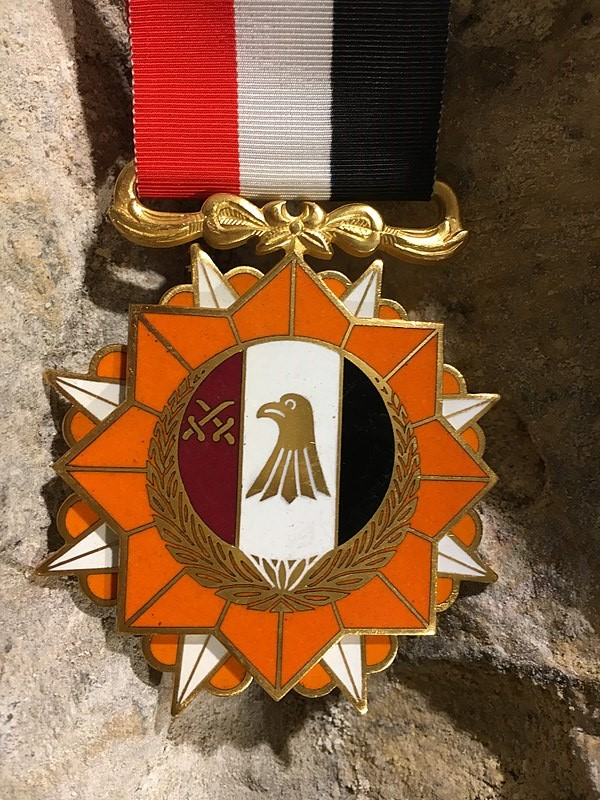
Insignia dell'Ordine.